# Volksbank Westrhauderfehn
Die Volksbank eG Westrhauderfehn ist eine deutsche Genossenschaftsbank mit Sitz im Ortsteil Westrhauderfehn in der niedersächsischen Gemeinde Rhauderfehn im Landkreis Leer im südlichen Ostfriesland.

## Geschichte
Am 5. März 1909 wurde die damalige Gewerbebank Oberledingerland eGmuH zu Westrhauderfehn von 22 Personen, meist Handwerksmeister und Gewerbetreibende, gegründet. Die Eintragung der Genossenschaft erfolgte am 12. März 1909 beim Königlichen Amtsgericht in Leer unter Nr. 27. Im Jahre 1911 erreichte man eine Mitgliederzahl von 105 Genossen. Insbesondere Schiffseigner und Fahrensleute traten der Bank bei. Außergewöhnliche Ereignisse, was die Tätigkeiten der Gewerbebank Oberledingerland eGmbH im Ersten Weltkrieg betrifft, gibt es kaum. 
Ende der 1920er Jahre wurde das Geschäftsgebiet durch die Eröffnung weiterer Zahlstellen erweitert und die Gewerbebank Oberledingerland eGmbH wuchs in benachbarte Landgemeinden hinein. Am 26. Juni 1931 wurde ein neues Bankgebäude in Westrhauderfehn eingeweiht.
Am 5. März 1934 feierte die Gewerbebank Oberledingerland eGmbH ihr 25-jähriges Jubiläum. 1939 überschritt die Bilanzsumme erstmals seit Bestehen der Bank die Grenze von einer Million Reichsmark. In diesem Jahr erfolgte auch die Änderung der Firmenbezeichnung in Volksbank Westrhauderfehn eGmbH. Während der Kriegsjahre erfolgte die Betreuung der Bank durch die Volksbank Emden. Trotz der schwierigen Zeit konnte die Volksbank den Geschäftskreis ausweiten und 1943 eine weitere Agentur eröffnen.
Durch die Währungsreform 1948 stand das Kreditgewerbe vor einem Neubeginn. Langsam begann sich das Vertrauen in die neue Währung zu entwickeln und die Währungsreform führte bald zu einer Normalisierung der wirtschaftlichen Situation. Die Einlagen der Volksbank Westrhauderfehn eGmbH stiegen wieder an. In den 1950er Jahren setzte eine Bautätigkeit im Overledingerland ein. Die Vermittlung von Bausparverträgen wurde zu einem wichtigen Teilgeschäft der Bank. Ende 1956 überschritt die Bilanzsumme der Bank die Drei-Millionen-Grenze. In den Folgejahren erfolgte die erste Technisierung in der Bank. Buchungsmaschinen wurden angeschafft und ein neues Bankgebäude (1968), der heutige Hauptsitz der Volksbank, errichtet.
Die erste Fusion der Volksbank Westrhauderfehn eGmbH erfolgte 1971 mit der Raiffeisenbank eGmbH Collinghorst mit dem Sitz in Collinghorst zur Volksbank eGmbH Westrhauderfehn. Die Raiffeisenbank eGmbH Collinghorst ihrerseits fusionierte 1970 mit der Raiffeisenbank Backemoor eGmbH mit dem Sitz in Backemoor und der Raiffeisenbank Potshausen-Holte eGmbH mit dem Sitz in Potshausen. Die damalige Raiffeisenkasse Potshausen-Holte eGmuH entstand dabei im Jahr 1955 aus der Fusion der Spar- und Darlehnskasse Potshausen eGmbH mit der Spar- und Darlehnskasse Holte eGmuH mit dem Sitz in Holte.
Nach der Verschmelzung verfügte die Volksbank über ein Geschäftsvolumen von 27 Millionen DM, ein Eigenkapital von 1,5 Millionen DM sowie über eine Mitgliederzahl von über 2.500. Das Geschäftsstellennetz erstreckte sich über den ländlich strukturierten Raum von 20 × 10 Kilometern mit 20.000 Einwohnern. Die wirtschaftliche Flaute Anfang der 70er Jahre nahm auch Einfluss auf die Geschäftsentwicklung der Volksbank. Das Kreditgeschäft litt unter der rückläufigen Nachfrage, auch verursacht durch das konjunkturell bedingte Zinshoch, so dass die Ausleihungsquote zurückging. 1975 wurde die Firmenbezeichnung in Volksbank eG Westrhauderfehn geändert.
Um die Position auszubauen, erfolgte 1977 eine weitere Fusion mit der Raiffeisenbank Westrhauderfehn eG mit dem Sitz in Langholt.
Erstmals überschritt die Bilanzsumme im Geschäftsjahr 1980 die 100-Millionen-Grenze.

## Rechtsverhältnisse
Die Volksbank eG Westrhauderfehn ist im Genossenschaftsregister beim Amtsgericht Aurich unter GnR 110005 eingetragen.

## Organisationsstruktur
Rechtsgrundlagen sind das Genossenschaftsgesetz und die durch die Vertreterversammlung beschlossene Satzung. Organe der Bank sind der Vorstand, der Aufsichtsrat und die Vertreterversammlung. Die Volksbank eG Westrhauderfehn gehört dem Bundesverband der Deutschen Volksbanken und Raiffeisenbanken und regional dem Genossenschaftsverband Weser-Ems e. V. und dem Genoverband e. V. an.

## Sicherungseinrichtung
Die Volksbank eG Westrhauderfehn ist der Sicherungseinrichtung des Bundesverbandes der Deutschen Volksbanken und Raiffeisenbanken GmbH und der zusätzlichen freiwilligen Sicherungseinrichtung des Bundesverbandes der Deutschen Volksbanken und Raiffeisenbanken e. V. angeschlossen.

## Geschäftsausrichtung
Die Volksbank eG Westrhauderfehn betreibt das Universalbankgeschäft. Im Verbundgeschäft arbeitet sie mit der DZ Bank, R+V Versicherung, Bausparkasse Schwäbisch Hall, Teambank, VR Leasing, DZ Hyp und der Union Investment zusammen.

## Engagement
Durch die Fehnstiftung werden insbesondere Projekte aus dem Bereich Jugend- und Altenpflege, Bildung, Heimatpflege, Sport sowie Kunst und Kultur finanziell gefördert. Die Kulturstätte „Fehntjer Forum“ bietet Veranstaltungen wie Lesungen, Theateraufführungen, Konzerte und Informationsabende.

## Geschäftsgebiet
Das Geschäftsgebiet umfasst das Overledingerland im Landkreis Leer, die Gemeinde Bockhorst der Samtgemeinde Nordhümmling im Landkreis Emsland sowie die Ortschaft Elisabethfehn der Gemeinde Barßel im Landkreis Cloppenburg.